# Let Somebody Go
Let Somebody Go је песма групе Coldplay у сарадњи са Селеном Гомез са албума Music of the Spheres. Издата је као сингл 7. фебруара 2022. године.
Пре него што је званично избачена изведена је уживо 2. фебруара у емисији Шоу Елен Деџенерес.